# Jump to It
Jump to It è un album della cantante soul statunitense Aretha Franklin, pubblicato nel 1982 dalla Arista Records.

## Tracce
1. Jump To It (Marcus Miller, Luther Vandross)
2. Love Me Right (Vandross)
3. If She Don't Want Your Lovin (Sam Dees)
4. This Is for Real (Vandross)
5. (It's Just) Your Love (Miller, Vandross)
6. I Wanna Make It Up to You (Franklin)
7. It's Your Thing (O'Kelly Isley, Ronald Isley, Rudolph Isley)
8. Just My Daydream (Smokey Robinson)